# Belisana wau
Belisana wau is een spinnensoort uit de familie trilspinnen (Pholcidae). De soort komt voor in Nieuw-Guinea.